# Ponceammina
Ponceammina es un género de foraminífero bentónico de la familia Ponceamminidae, de la superfamilia Lituoloidea, del suborden Lituolina y del orden Lituolida. Su especie tipo es Ponceammina vancouveringi. Su rango cronoestratigráfico abarca el Mioceno inferior.

## Discusión
Clasificaciones previas incluían Ponceammina en el suborden Textulariina del orden Textulariida, o en el orden Lituolida sin diferenciar el suborden Lituolina.

## Clasificación
Ponceammina incluye a la siguiente especie:
- Ponceammina vancouveringi †